# Língua kurux
Kurux (Devanagari: कुड़ुख़, também transliterada Kurukh, Kuṛux, Kuruḵẖ e também chamada Oraon), é uma língua Dravidiana falada por cerca de 2 milhões de pessoas nas tribos Adivasi (Oraon e Kisan) de Orissa e areas circunvizinhas da Índia (Bihar, Jharkhand, Madhya Pradesh, Chhattisgarh e Bengala Ocidental), bem como 50 mil no norte de Bangladesh, 10 mil de um dialeto (Dhangar) do Nepal, 5 mil no Butão. É relacionada com a língua brahui e com a língua malto.

## Classificação
Kurukh é um das línguas dravidianas, sendo relacionada com as línguas [Língua Sauria Paharia|Sauria Paharia]] e Kumarbhag Paharia, ambas referidas como Malto.

## Escrita
A escrita usada é a Devanagari que é largamente usada por línguas indo-arianas circunvizinhas. O Dr. Narayan Oraon, medico, inventou uma outra escrita para o Kurux, a Tolong Siki, com a qual já foram escritos diversos livros e revista. A “Kurukh Literary Society” da Índia foi o instrument para difundir a escrita Tolong Siki para a literature Kurukh.

## Fonologia

### Vogais
Kurukh tem cinco vogais cardinais. Cada vogal tem contrapartes nasalizadas longas, curtas e nasalizadas longas
|         | Anterior | Central | Posterior |
| ------- | -------- | ------- | --------- |
| Fechada | /i/      |         | /u/       |
| Medial  | /e/      |         | /o/       |
| Aberta  |          | /a/     |           |

### Consoantes
A tabela a seguir ilustra a articulação das consoantes.
|                          | Labial | Alveolar | Retroflex | Palatal | Velar | Glotal |
| ------------------------ | ------ | -------- | --------- | ------- | ----- | ------ |
| Oclusiva Surda           | /p/    | /t/      | /ʈ/       | /tʃ/    | /k/   | /ʔ/    |
| Oclusiva Surda Aspirada  | /pʰ/   | /tʰ/     | /ʈʰ/      | /tʃʰ/   | /kʰ/  |        |
| Oclusiva Sonora          | /b/    | /d/      | /ɖ/       | /dʒ/    | /g/   |        |
| Oclusiva Sonora Aspirada | /bʱ/   | /dʱ/     | /ɖʱ/      | /dʒʱ/   | /gʱ/  |        |
| Fricativa                |        | /s/      |           | (ʃ)     | /x/   | /h/    |
| Nasal                    | /m/    | /n/      | (ɳ)       | /ɲ/     | /ŋ/   |        |
| Líquida                  |        | /l/ /ɾ/  | /ɽ/ /ɽʱ/  |         |       |        |
| Semivogal                | /w/    |          |           | /j/     |       |        |

## Falantes
A Kurux é falada por 1.834 mil pessoas da tribo Oraon e por 219 mil da Kisan. Desse,  são alfabetizados 23% dos Oraon e 17% dos Kisan. Mesmo com esses 2 milhões de falantes, a língua é considerada como em extinção. Os governos de Jharkhand e de Chhattisgarh incluíram o ensino de Kurukh nas escolas onde há maioria de estudantes Kurukhars ou Oraons.

## Nomes e dialetos
Kurukh tem também outros nomes, tais como Uraon, Kurux, Kunrukh, Kunna, Urang, Morva, Birhor. São dois seus dialetos, Oraon (que está sendo padronizado)e Kisan, 73% inteligíveis entre si.

### Externa
- Ethnologue report for Kurukh